# Гавриш Володимир Григорович
Володимир Григорович Гавриш (нар. 16 лютого 1938, с. Онитківці) — український інженер, винахідник-раціоналізатор. Заслужений раціоналізатор України (2006).

## Життєпис
Володимир Григорович народився 1938 року в селі Онитківці Тиврівському районі Вінницької області, нині Україна.
Закінчив Вінницький енергетичний технікум (1956), Львівського політехнічного інституту (1970, нині національний університет «Львівська політехніка»).
Від 1960 — на Хоростківському цукровому заводі Гусятинського району: змінний інженер, заступник начальника ТЕЦ, 1963—1971 — начальник ТЕЦ, від 1972 — директор цього підприємства.
Від 1975 — начальник ТЕЦ Чортківського цукрового заводу, згодом — начальник ПМК Тернопільського цукрового об'єднання.
Від 1984 — старший інженер групової лабораторії Тернопільського цукрового заводу «Поділля», 1986 — на заводі «Сатурн» (м. Тернопіль): начальник енергоцеху, заступник головного енергетика-начальника енергоремонту цеху, 1989 — заступник директора з капітального будівництва.
Від 1992 — начальник відділу постачання, заступник генерального директора — начальник відділу матерно-технічного постачання, 1999 — головний енергетик асоціації «Тернопільцукор».

## Доробок
Автор 2 винаходів і 40 раціональних пропозицій. Велику особисту книгозбірню подарував ТНТУ, бібліотеці с. Довжанка Тернопільського району.